# Concord (videogioco)
Concord è un videogioco sparatutto in prima persona multigiocatore sviluppato da Firewalk Studios. Annunciato nel corso dello State of Play di maggio 2024, il gioco è stato pubblicato per PlayStation 5 e personal computer il 23 agosto 2024. Il 3 settembre Ryan Ellis di Firewalk Studios ha annunciato la chiusura del gioco prevista per il 6 settembre.

## Modalità di gioco
Sparatutto 5v5 a tema fantascientifico, Concord presenta 16 diversi personaggi.

## Sviluppo
Nell'aprile 2023, con l'acquisizione di Firewalk Studios da parte di Sony, era stato annunciato lo sviluppo di un "multiplayer AAA" per PlayStation 5 e PC. Il titolo del gioco è stato svelato nel maggio 2023 con un teaser trailer mostrato nel corso del PlayStation Showcase.
Concord è stato annunciato durante lo State of Play del 30 maggio 2024. Nei trailer sono stati mostrati cinque personaggi del titolo. Concord è stato paragonato ai videogiochi Overwatch 2 e Destiny 2, oltre che al film Guardiani della Galassia. Una beta del gioco è stata resa disponibile nel luglio 2024.

## Accoglienza
Su Metacritic la versione PlayStation 5 Concord ha ottenuto un punteggio di 66 basato su 8 recensioni. Il giorno del lancio alcuni siti web hanno notato un basso numero di utenti connessi nella versione Steam del gioco.

## Adattamento
Nell'agosto del 2024 è stato annunciato che un cortometraggio animato dedicato a Concord sarà uno degli episodi della serie televisiva antologica Secret Level, distribuita su Prime Video il 10 dicembre 2024.